# Aage Bøttger Sørensen
Aage Bøttger Sørensen (født 13. maj 1941 i Silkeborg, død 18. april 2001 i Boston, Massachusetts ) var en dansk professor i sociologi.
Aage Bøttger Sørensen blev i 1959 student fra Frederiksborg Gymnasium og HF, og i 1967 blev Sørensen den første kandidat i sociologi fra Københavns Universitet, hvorefter han i 1971 tog en ph.d. i Sociale Relationer (Social Relations) Johns Hopkins University i Baltimore, USA. Fra 1971 til 1984 underviste Sørensen ved University of Wisconsin og fungerede som institutleder fra 1979 til 1982. Han fik i 1984 ansættelse ved Harvard University i 1984, hvor han som institutleder på Sociologisk Institut (Department of Sociology) fra 1984 til 1992 var ansvarlig for en væsentlig fornyelse instituttets forskning og uddannelse. I 1980'erne, hvor Sociologisk Institut på Københavns Universitet blev gendannet efter at have været lukket fra politisk hold, var Sørensen med til at forme præget det nye institut. Fra 1994 og indtil en ulykke i 2000 var han leder af en ph.d.-uddannelse i Organisationsteori (Joint Doctoral Program in Organizational Behavior) på Harvard.
Sørensens hovedbidrag rummer teorier om, hvordan social og økonomisk ulighed afspejler den ulige fordeling af muligheder og sociale ressourcer. Hans arbejde står som et sociologisk alternativ til en række økonomiske teorier, der ser ulighed som et resultat af forskelle i for eksempel uddannelse. I stedet hævdede Sørensen, at fordelene ved uddannelse afhang af, om de relevante jobs var tilgængelige på jobmarkedet med fri konkurrence, eller om adgangen til dem var begrænset på forskellige måder. Social ulighed opstår, når sociale aktører er i stand til at begrænse adgangen til job, uddannelse og andre muligheder.
Aage Bøttger Sørensen døde i Boston som følge af dårligt helbred siden februar 2000, hvor han kom til skade i en faldulykke på is nær sit hjem. Aage Bøttger Sørensens kone, Annemette, er kendt som direktør for Henry A. Murray Research Center ved Radcliffe Institute for Advanced Study. Sørensen fik en søn, Jesper, og tre børnebørn, Nikolaj, Benjamin og Chloe.